# Squaliforma horrida
Squaliforma horrida är en fiskart som först beskrevs av Kner, 1854.  Squaliforma horrida ingår i släktet Squaliforma och familjen Loricariidae. Inga underarter finns listade i Catalogue of Life.